# Sangina Baidya
Sangina Baidya (népalais : संगिना बैद्य), née le 29 décembre 1974 à Katmandou, est une taekwondoïste népalaise à la retraite, qui a concouru dans la catégorie poids mouche féminin. Elle gagne une médaille de bronze chez les -51 kg aux Championnats d'Asie de 2000 à Hong Kong, et obtient une septième place aux Jeux olympiques d'été de 2004, représentant son pays, le Népal. Avant que sa carrière sportive ne prenne fin en 2009, Baidya concoure pour le club de Central Dojang Taekwondo à Katmandou, sous la direction de son entraîneur personnel et maître Nastu Bahadur Bisural. 

## Carrière
Baidya commence le taekwondo à l'âge de seize ans. Au cours de sa carrière, elle remporte dix fois le titre national et quatorze médailles (dix d'or, une d'argent et trois de bronze) lors de vingt tournois internationaux entre 1992 et 2001. 
Pour ses premiers Championnats d'Asie en 1994, elle décroche l'argent. Aux Championnats du monde 1995 qui se tiennent à Manille (Philippines), elle est éliminée lors des quarts de finale. L'année suivante, elle remporte l'or aux Championnats d'Asie à Melbourne dans la catégorie des -51 kg, battant en finale la Coréenne Kim Bo-in. Avec cette médaille, elle devient la premier taekwondoïste népalaise, tout sexes confondus, à remporter l'or au niveau asiatique.  
Sélectionnée pour les Jeux asiatiques de 1998 qui doivent se dérouler à Bangkok, elle doit annuler sa participation après s'être cassée la jambe lors d'un accident de la circulation quelques jours avant le début des Jeux. Devant réapprendre à combattre après sa blessure, elle remporte quand même l'or aux Jeux sud-asiatiques de 1999 qui se déroule dans sa ville natale et remporte le même métal quatre ans plus tard. 
En 2000, elle termine seulement à la 3e place des Championnats asiatiques. La même année, le taekwondo fait ses débuts comme sports officiels lors des Jeux olympiques et, quatre ans plus tard, elle devient la première sportive népalaise qualifiée dans ce sport. Pour cela, elle remporte le bronze lors du tournoi de qualification olympique asiatique. À Athènes, concourant dans la catégorie poids mouche, elle rencontre lors de son premier match la Taïwanaise Chen Shih-hsin (future championne olympique) qui la bat 4 à 0. Envoyée au repêchage, elle rencontre la Colombienne Gladys Mora (en), match où elle s'incline une seconde fois 4 à 0 (dont un point déduit pour avoir touché son adversaire en pleine tête). Sangina Baidya termine finale 7e. Cette année-là, elle remporte toutefois l'or aux Jeux sud-asiatiques. 
Elle prend sa retraite en 2009. Après sa carrière sportive, elle devient entraîneuse en chef au National Sport Council du Népal.